# Anders Hansson (byggmästare)
Anders Hansson, född 1713 i Nykils församling, Östergötlands län, död 8 juni 1775 i Kärna församling, Östergötlands län, var en svensk byggmästare och klockare.

## Biografi
Anders Hansson föddes omkring 1713 i Nykils församling. Han blev 1733 klockare i Skeda församling och 1735 klockare i Kärna församling. Hansson arbetade även som byggmästare och utsågs till stiftsbyggmästare i Linköpings stift. Hansson byggde totalt 16 kyrkor. Han avled 1775 i Kärna församling.
Hansson var gift. Hans änka gifte efter hans död om sig med klockaren Anders Forsén i Kärna församling.

## Utförda arbeten (urval)
- Styrstads kyrka.[5]
- Västerlösa kyrka.[6]
- Kärna kyrka.[7]
- Sjögestads kyrka (1751).[8]
- Landeryds kyrka (1753).[4]
- Bankekinds kyrka.[9]
- Älvestads kyrka (1756).[10]
- Värna kyrka (1764).[11]
- Brunneby kyrka (1764).[12]
- Vikingstads kyrka (1765).[13]
- Tingstads kyrka (1767–1769).[14]